# Michel Talagrand
Michel Talagrand (ur. 15 lutego 1952 roku w Béziers) – francuski matematyk, laureat Nagrody Shawa z 2019 roku i Nagrody Abela z 2024 roku. Specjalizuje się w rachunku prawdopodobieństwa, analizie funkcjonalnej i  mechanice statystycznej.

## Życiorys
Urodził się 15 lutego 1952 roku w Béziers. Dorastał w Lyonie, jego ojciec był profesorem matematyki a matka nauczycielką języka francuskiego (oboje rodzice pochodzili z rodzin chłopskich). W wieku pięciu lat stracił oko z powodu wrodzonej wady siatkówki. Dziesięć lat później także jego drugie oko było zagrożone – z tego powodu przez pół roku opuszczał zajęcia szkolne. W tym okresie pilnie się uczył, bojąc się, że oślepnie i odkrył w sobie talent matematyczny.
Studiował matematykę na uniwersytecie w Lyonie. W 1974 roku otrzymał stanowisko badawcze w Centre national de la recherche scientifique (CNRS) w Paryżu, z którym był związany do przejścia na emeryturę w 2017 roku (kilka lat spędził także na Uniwersytecie Stanu Ohio). Stopień doktora uzyskał na Université Pierre et Marie Curie w 1977 roku na podstawie rozprawy Mesures invariantes, compacts de fonctions mesurables et topologie faible des espaces de Banach, której promotorem był Gustave Choquet. Na początku swojej kariery współpracował z Gustavem Choquetem, Gillesem Pisierem i Vitali Milmanem, którzy wywarli duży wpływ na jego zainteresowania naukowe.

## Publikacje i osiągnięcia
Autor ok. 300 publikacji (w zdecydowanej większości jednoautorskich). Swoje prace publikował m.in. w „Annals of Probability”, „Israel Journal of Mathematics”, „Proceedings of the American Mathematical Society”, „Geometric and Functional Analysis. GAFA”, „Mathematische Annalen”, „American Journal of Mathematics”, „Journal für die Reine und Angewandte Mathematik”, „Journal of Functional Analysis” oraz najbardziej prestiżowych czasopismach matematycznych świata: „Annals of Mathematics”, „Acta Mathematica”,  „Inventiones Mathematicae” i „Journal of the American Mathematical Society".
Początkowo zajmował się teorią miary i przestrzeniami Banacha. W 1983 roku, dzięki Pisierowi, zainteresował się rachunkiem prawdopodobieństwa i dwa lata później rozwiązał problem charakteryzacji ciągłości procesów gaussowskich. Następnie zajął się m.in. supremami procesów stochastycznych, uzyskując w tym zakresie ważne rezultaty. Udało mu się również potwierdzić metodami matematycznymi wyniki noblisty Giorgio Parisiego dotyczące szkieł spinowych.

## Wyróżnienia
Oprócz Nagrody Abela (przyznanej mu za przełomowy wkład w teorię prawdopodobieństwa i analizę funkcjonalną, mający ważne zastosowania w fizyce matematycznej i statystyce) otrzymał m.in.:
- 2022   Medal im. Stefana Banacha[10]
- 2019   Nagrodę Shawa[3]
- 1997   Nagrodę Fermata[11]
- 1995   Loève Prize(inne języki)[12]

W 1990 roku był prelegentem sekcyjnym na Międzynarodowym Kongresie Matematyków w Kioto, a 8 lat później w Berlinie wygłosił wykład plenarny.
Od 2004 roku jest też członkiem Francuskiej Akademii Nauk, a w 2011 roku został Kawalerem Legii Honorowej.
Talagrand ustanowił również własne nagrody. Aby otrzymać jedną z nich należy rozwiązać interesujący go problem, z którym sam nie mógł sobie poradzić. W 2012 roku jedną z tych nagród otrzymali dwaj polscy matematycy - Witold Bednorz i Rafał Latała, którzy zdobyli w ten sposób 5 tys. dolarów za przedstawienie dowodu hipotezy Bernoulliego (Rafał Latała otrzymał za to także Nagrodę Fundacji na rzecz Nauki Polskiej 2023). Do rozwiązania (stan na czerwiec 2024 roku) zostały jeszcze cztery niżej (po tysiąc dolarów) wycenione problemy.

## Życie prywatne
Jest maratończykiem, lubi też podróżować (wraz z rodziną odwiedził już ponad 100 krajów). Podczas pierwszej podróży do USA poznał swoją przyszłą żonę Wansoo Rhee, z którą mają dwóch synów.